# 福井県道178号篠尾出作線
福井県道178号篠尾出作線（ふくいけんどう178ごう しのおしゅつさくせん）は福井県福井市内に終始する国道と一般県道を結ぶ一般県道である。

## 路線概要
福井市東部と福井市中心部を結ぶ役割を担う県道である。この周辺の県道とともに福井市の交通を包括的に支え、周辺住民の市街地へのアクセスを容易にしている。北陸自動車道福井ICへのアクセス道路として整備された並行の国道158号に主要交通路の座を譲って久しいが、大野市、その先美濃へと通じる大野街道の一部である。国道が何らかの理由で通行不能となった場合の迂回路としての役割も担っている。しかしこの国道158号はこの区間、片側2車線の高規格な道路を持つため、この役割が発揮される場面は非常に少ないと思われる。

### 路線データ
- 起点：福井県福井市篠尾町
- 終点：同市勝見

## 道路状況
起点直後から暫く断続的に狭窄する箇所が現れるが、それを過ぎると片側一車線の一般的な県道の姿となる。しかし終点付近は若干狭く住宅街の道路と大差ない細さとなり、この走り難い区間は終点まで続く。総じて全体として使われることは少ない路線であり、所々を必要に応じて使われることが多いといえる道路である。そのため、交通量は全体的に多くはないが、ほとんど自動車とすれ違わないということはない路線である。

## 接続道路
- 福井県道31号篠尾勝山線（福井市篠尾町・天神交差点、起点）
- 国道158号（福井市篠尾町・天神交差点、起点）
- 福井県道164号大畑松岡線（福井市大畑町）
- 福井県道113号稲津松岡線（福井市大畑町 -＜重複＞- 同市曽万布町）
- 国道158号（福井市和田東二丁目・済生会病院入口交差点）
- 国道8号（福井市和田二丁目・和田交差点）
- 福井県道116号徳光福井線（福井市西方一丁目） - 上方を立体交差し、直接は繋がっていない。交差部前後で側道状の上下線別一方通行路となっている淵上志比口線を利用。
- 福井県道179号淵上志比口線（福井市西方一丁目）
- 福井県道242号勝見稲津線（福井市勝見三丁目、終点）

## 沿線
- 足羽川
- 福井市和田小学校
- 福井県済生会病院
- 福井市酒生小学校